# 심연옥
심연옥(沈蓮玉, 1928년 12월 27일 ~ 2021년 10월 4일)은 대한민국의 가수이다.
서울에서 태어났다. 1947년 KPK 악단에서 가수로 활동을 시작하였고, 이 시기 KBC 레코드에서 <한강>(최병호 작사.곡)을 취입하였다. 김해송씨에게 발탁이 되어 뮤지컬 작품 《투란도트》(1948), 《카르멘환상곡》(1949), 《로미오와 줄리엣》(1950) 등에서 늘 주인공으로 활동을 하였다. 6.25가 발발하자 김해송씨가 납북된 후 한국에 뮤지컬을 제작 감독할 사람이 전무한 상태에서 사랑하던 뮤지컬 무대를 잃게 되었다.  그 이후 유행가요를 부르는 가수로 전향하여 몇곡을 취입하게 된다.
오리엔트레코드에서 황해도 금천군 출신 작사가 승응순이 금능인 이란 필명으로 쓴 손목인 작곡 김백희 노래의 <안해의 노래>를 유호 선생이 개사한 <아내의 노래>(1952)를 취입하였고, 전쟁 후에 도미도레코드에서 손로원이 개사한 <한강>(손로원 작사. 최병호 작곡)을 취입하였다.
계속 킹스타레코드, 도미도레코드 등에서 <그대 이름은>, 가수겸 작곡가 탁소연 작사하고 나화랑이 작곡한 <도라지 맘보>, 가수남매 윤항기, 윤복희의 아버지이자 처녀뱃사공의 작사가 윤부길이 작사하고 가수 한복남이 작곡한 <시골버스 여차장>(1957), <밤에 피는 풍매화>, <처녀일기>, 천봉이 작사하고 가수 한복남이 작곡해 남백송과 함께 부른 <전화통신>, 등려군이 일본 태생의 만주국 가수 이향란의 곡을 리바이벌 한곡에 반야월이 불로초라는 필명으로 가사를 쓰고 이재호가 편곡하여 1954년에 발표한. <야래향> 등의 히트곡을 발표하였다.
1957년 가수 백년설과 결혼하면서 가수 활동을 거의 하지 않았다. 1979년 미국 로스엔젤레스로 이주, 미국 뉴저지에 거주했다. 2021년 10월 4일(현지날짜 10월 5일) 미국 뉴저지에서 노환으로 세상을 떠났다.

## 히트곡
- 한강(최병호작사/작곡)1951 (재취입;손로원작사 1952)
- 아내의 노래(유호작사/손목인작곡)1952 <원곡:금능인(송응숙)작사/김백희노래 안해의 노래 1947)>
- 시골버스 여차장(윤부길작사/한복남작곡)1957
- 밤에 피는 풍매화(미상 작사/김희조 작곡)1957 영화 <산적의 딸> 주제가
- 도라지 맘보(나화랑(탁소연)작사/나화랑작곡)
- 그대이름을(천봉작사/한복남 작곡)
- 야래향(예라이샹)(불로초(반야월)작사/이재호편곡)1954
- 전화통신(천봉작사/한복남)듀엣:남백송
- 쓸쓸한 여관방(반야월작사/박시춘 작곡)
- 꽃파는 아메리카 아가씨(미상 작사/이인권작곡 )1966(또는 64,67)

## 같이 보기
- 백년설